# Corchorus hirtus
Corchorus hirtus är en malvaväxtart som beskrevs av Carl von Linné. Corchorus hirtus ingår i släktet Corchorus och familjen malvaväxter. Inga underarter finns listade i Catalogue of Life.

## Bildgalleri

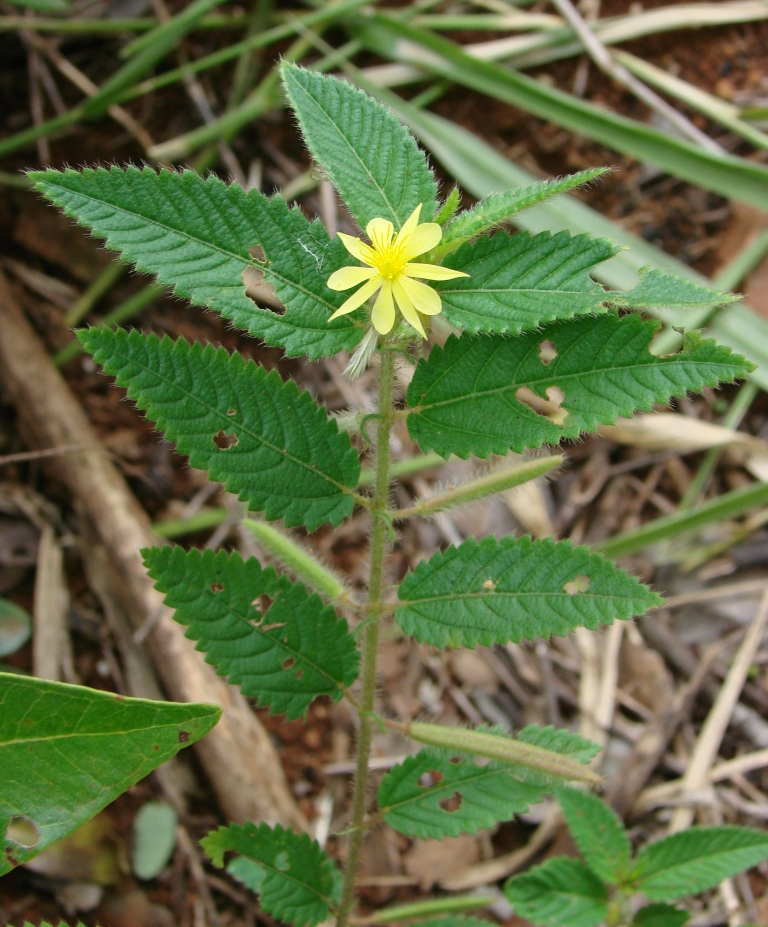
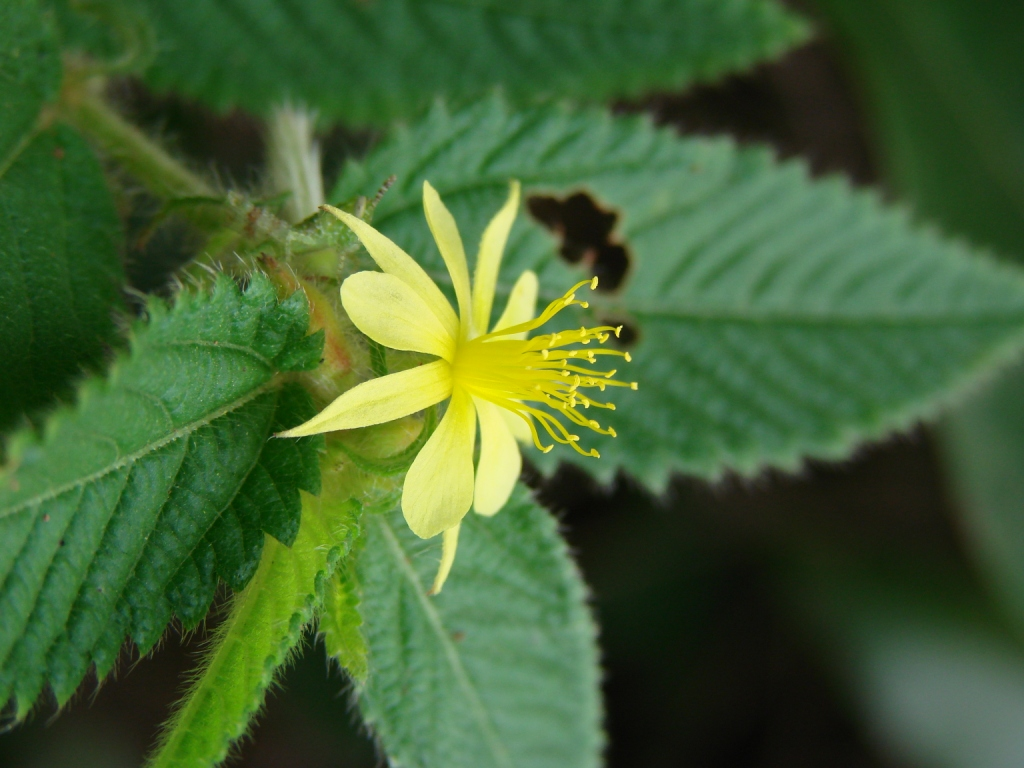
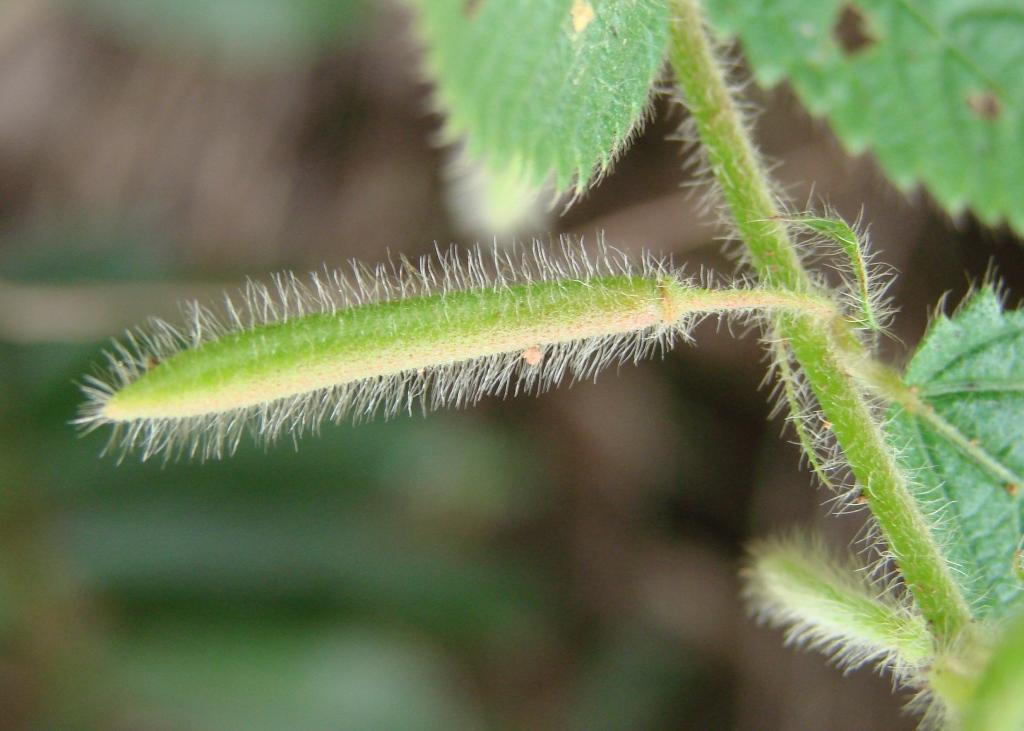